# Апостольский нунций в Гвинее
Апостольский нунций в Гвинейской Республике — дипломатический представитель Святого Престола в Гвинее. Данный дипломатический пост занимает церковно-дипломатический представитель Ватикана в ранге посла. Апостольская нунциатура в Гвинее была учреждена на постоянной основе 21 июня 1986 года. Её резиденция находится в Конакри.
В настоящее время Апостольским нунцием в Гвинее является архиепископ Жан-Сильвен Эмьен Мамбе, назначенный Папой Франциском 12 ноября 2022 года.

## История
Апостольская делегатура в Того и Гвинее была учреждена 21 мая 1973 года, бреве «Qui benignissima» Папы Павла VI, её резиденция находилась в городе Абиджан — в Кот-д’Ивуаре.
21 июня 1986 года Апостольская делегатура была возведена в ранг апостольской нунциатуры, согласно бреве «Maximam de universa» Папы Иоанна Павла II. Резиденцией апостольского нунция в Гвинее является Конакри — столица Гвинеи. Апостольский нунций в Гвинее, по совместительству, исполняет функции апостольского нунция в Мали.

## Апостольские нунции в Гвинее

### Апостольские пронунции
- Бруно Вюстенберг, титулярный архиепископ Тира — (19 декабря 1973 — 17 января 1979 — назначен апостольским пронунцием в Нидерландах);
- Йоханнес Диба, титулярный архиепископ Неаполи ди Проконсоларе — (25 августа 1979 — 1 июня 1983 — назначен архиепископом-епископом Фульды);
- Ромео Панчироли, M.C.C.I., титулярный архиепископ Нобы — (6 ноября 1984 — 1 августа 1987 — назначен апостольским пронунцием).

- Ромео Панчироли, M.C.C.I., титулярный архиепископ Нобы — (1 августа 1987 — 18 марта 1992 — назначен апостольским пронунцием в Иране);
- Луиджи Травальино, титулярный архиепископ Леттере — (4 апреля 1992 — 2 мая 1995 — назначен апостольским нунцием в Никарагуа).

### Апостольские нунции
- Антонио Лучибелло, титулярный архиепископ Фурио — (8 сентября 1995 — 27 июля 1999 — назначен апостольским нунцием в Парагвае);
- Альберто Боттари де Кастелло, титулярный архиепископ Форатианы — (18 декабря 1999 — 1 апреля 2005 — назначен апостольским нунцием в Японии);
- Георг Антонисами, титулярный архиепископ Сульци — (4 августа 2005 — 8 сентября 2008, в отставке);
- Мартин Кребс, титулярный архиепископ Таборенты — (8 сентября 2008 — 8 мая 2013 — назначен апостольским нунцием в Новой Зеландии, Кирибати, Палау, Микронезии и на Островах Кука, а также апостольским делегатом на Тихом океане);
- Санто Рокко Ганджеми, титулярный архиепископ Умбриатико — (6 ноября 2013 — 25 мая 2018 — назначен апостольским нунцием в Сальвадоре);
- Тимон Титус Хмелецкий, титулярный архиепископ Трес Таберне — (26 марта 2019 — 12 ноября 2022);
- Жан-Сильвен Эмьен Мамбе, титулярный архиепископ Потенцы Пичены — (12 ноября 2022 — по настоящее время).